# Automolis longipalpus
Automolis longipalpus är en fjärilsart som beskrevs av Gustaaf Hulstaert 1923. Automolis longipalpus ingår i släktet Automolis och familjen björnspinnare. Inga underarter finns listade i Catalogue of Life.